# Yukihiro Matsumoto
Yukihiro Matsumoto (松本行弘, Matsumoto Yukihiro, também conhecido como Matz; 14 de abril de 1965) é um cientista da computação e programador de software japonês, mais conhecido como criador da linguagem de programação Ruby.
O nome de Matz pode ser escrito usando kanji: 松本行弘, mas é normalmente escrito usando hiragana: まつもとゆきひろ.

## Obras escritas
- Ruby in a Nutshell ISBN 0-596-00214-9
- The Ruby Programming Language ISBN 0-596-51617-7